# Dunaújváros (district)
Het District Dunaújváros (Dunaújvárosi járás) is een district (Hongaars: járás) in het Hongaarse comitaat Fejér. De hoofdstad is Dunaújváros. 